# Čini Jugoslovanske vojske v domovini
Čini Jugoslovanske vojske v domovini.

## Podčastniki
- kaplar
- podnarednik
- narednik
- narednik - vodnik 3. stopnje
- narednik - vodnik 2. stopnje
- narednik - vodnik 1. stopnje

## Častniki
- podporočnik
- poročnik
- kapetan
- kapetan 1. stopnje

## Višji častniki
- Major
- Podpolkovnik
- Polkovnik
- General